# Trastévere
El Trastévere es el decimotercer barrio del centro histórico de Roma, ubicado en la ribera occidental del Tíber, al sur de la Ciudad del Vaticano. Su nombre proviene del latín trans Tiberis, «tras [el] Tíber». Su escudo lleva una cabeza dorada de león en un fondo rojo, de significado incierto. El Trastévere limita en el norte con el XIV rione o barrio de Borgo.

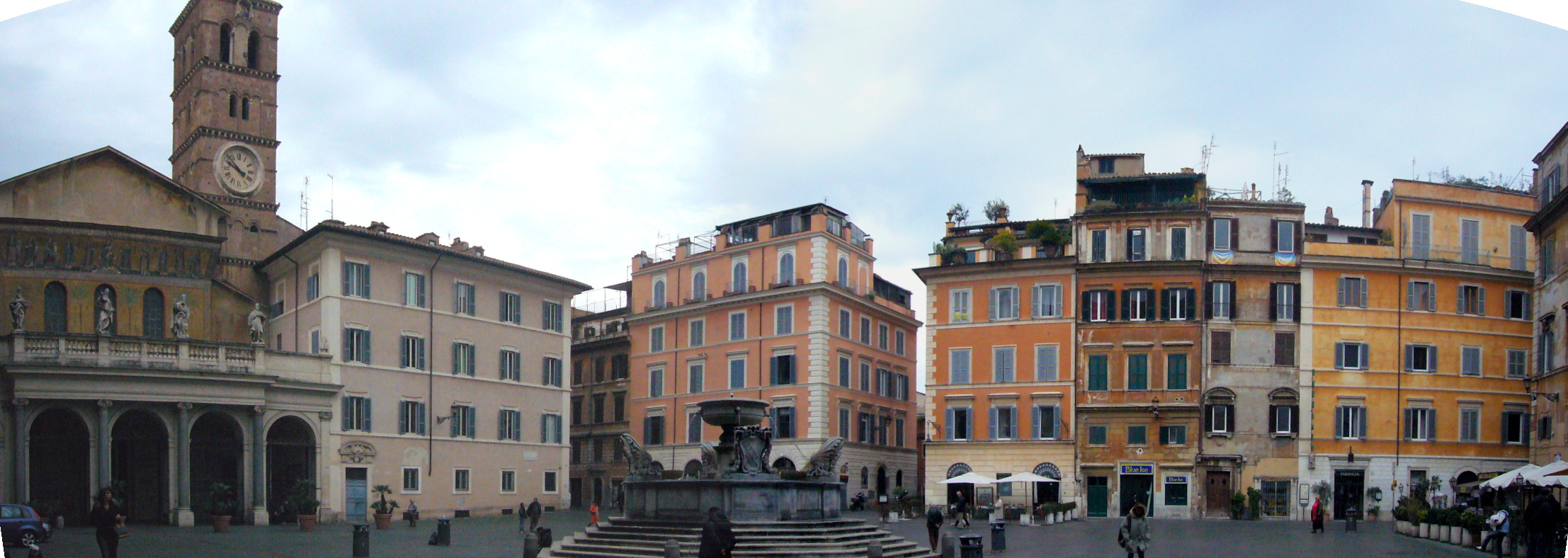
Plaza de Santa María en Trastévere.

## Generalidades

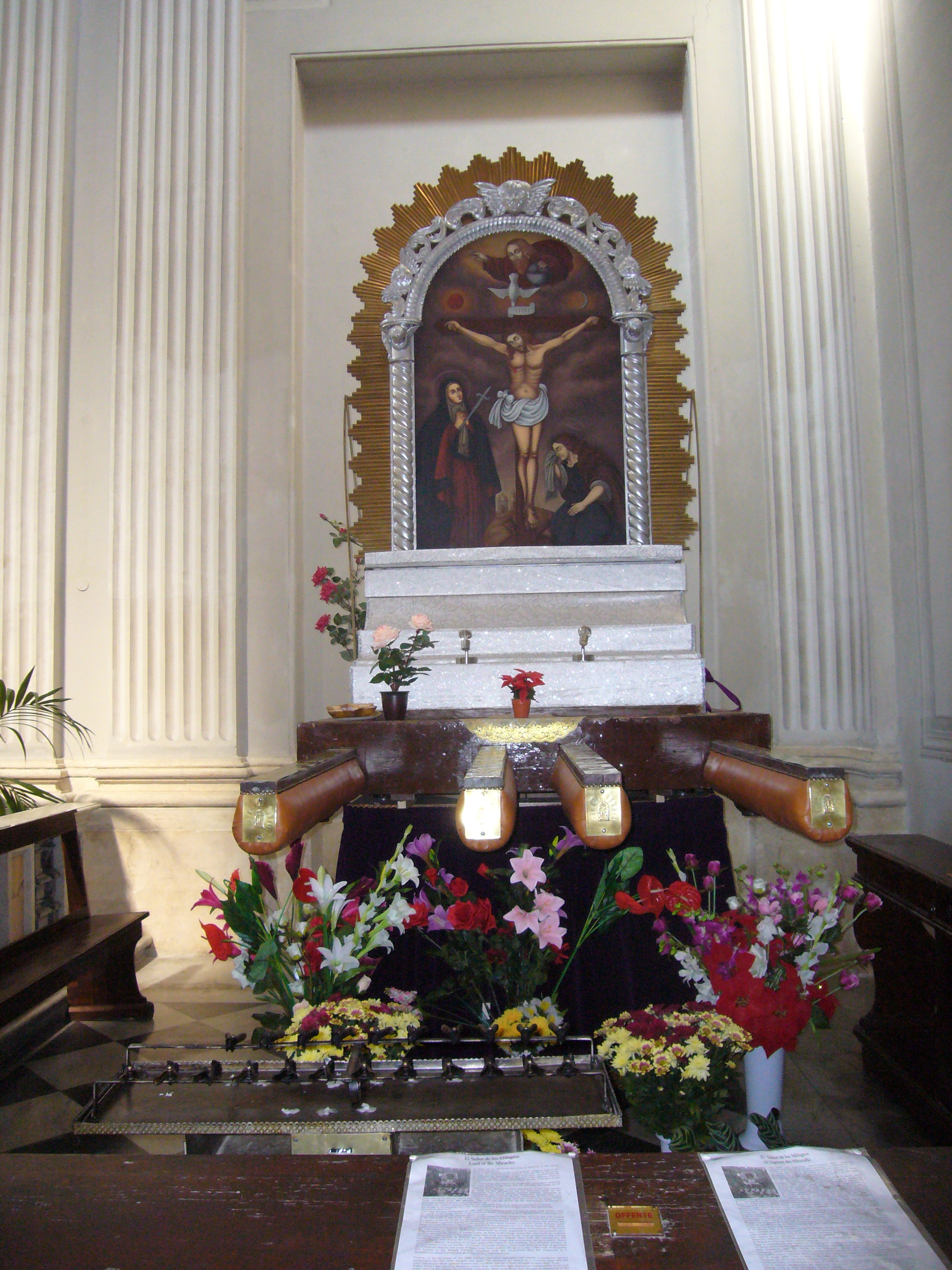
Anda del Señor de los Milagros en la basílica de Santa María en Trastevere.

Hoy el Trastévere mantiene su gracia peculiar con sus strade (calles) adoquinadas con sampietrini, predominando un tipo de edificación de casas populares medievales. Transformado en un centro turístico al final de la Segunda Guerra Mundial, por la noche sus estrechas y serpenteantes calles están llenas tanto de italianos como de extranjeros debido a la gran cantidad de pubs y restaurantes. La zona es también conocida por los anglófonos y afines como John Cabot University y la Universidad Americana de Roma, dos universidades privadas estadounidenses, como la Academia Americana de Roma, en el Trastévere. Asimismo en este barrio se encuentra la Academia de España y, por lo tanto, también sirve como hogar para sus becarios procedentes de naciones iberófonas.
El Trastévere tiene incluido en su espacio jurisdiccional el Jardín Botánico de Roma, la colina del Janículo y la Plaza Trilussa.
Entre los principales monumentos de este barrio se encuentran: La basílica de Santa María en Trastevere, la Porta de San Pancrazio y la Porta Settimiana (ambas en la muralla Aureliana), el colegio de la Propaganda Fide, las Cárceles de Regina Coeli, la Villa Farnesina, el palacio Salviati, el palacio Corsini, el Seminario Ruteno, el Museo Torlonia y la iglesia de San Pietro in Montorio (en el sitio donde según la tradición fue crucificado el apóstol san Pedro).

## Transportes
Ferrocarril
En el sur del barrio existe una estación donde efectúan parada trenes de cercanías y regionales.